# Bourbon-Lancy
Bourbon-Lancy là một xã trong tỉnh Saône-et-Loire, thuộc vùng Bourgogne-Franche-Comté của nước Pháp, có dân số là 5.634 người (thời điểm 1999).

## Nhân khẩu học
| 1962 | 1968 | 1975 | 1982 | 1989 | 1999 |
| ---- | ---- | ---- | ---- | ---- | ---- |
| 6171 | 6263 | 6640 | 6507 | 6178 | 5634 |

## Các thành phố kết nghĩa
- Saarwellingen, Đức